# Синдром 49, XXXXY
Синдром 49, XXXXY — чрезвычайно редкая анеуплоидная половая хромосомная аномалия. Случается примерно в 1 из 85 000 до 100 000 случаев. Этот синдром является результатом материнского нерасхождения хромосом во время мейоза I и II. Впервые он был диагностирован в 1960 году и был назван синдромом Фраккаро по имени исследователя.

## Симптомы
Симптомы 49, XXXXY схожи с симптомами синдрома Клайнфельтера и 48, XXXY, однако они обычно намного более выражены при синдроме 49, XXXXY. Анеуплоидия часто приводит к летальному исходу, но в этом случае существует «инактивация X», при которой эффект дополнительных X-хромосом значительно снижается.

### Репродуктивное
Лица с синдромом 49, XXXXY, как правило, демонстрируют неразвитые вторичные половые признаки и стерильность.
- Гипопластические гениталии[6].

### Физические
Мужчины с таким кариотипом как правило, имеют многочисленные скелетные аномалии. Эти скелетные аномалии включают в себя:
- Genu Valgum
- Pes Cavus
- Клинодактилия

Также:
- Расщепление нёба
- Косолапость
- Респираторные заболевания
- Короткая или широкая шея
- Маленький вес при рождении
- Гиперэкстенсируемые суставы
- Невысокий рост
- Узкие плечи
- Грубые черты в старшем возрасте
- Гипертелоризм
- Эпикантус
- Прогнатизм
- Гинекомастия (редко)
- Мышечная гипотония
- Крипторхизм
- Врождённые пороки сердца
- Очень круглое лицо в младенчестве[6]

### Психические
Как и при синдроме Дауна, психические проявления синдрома 49, XXXXY различны. Типичными являются нарушения речи и неадекватные поведенческие проблемы. В одном исследовании рассматривались мужчины с диагнозом 48, XXYY, 48, XXXY и 49, XXXXY. Они обнаружили, что мужчины с 48, XXXY и 49, XXXXY функционируют на гораздо более низком когнитивном уровне, чем мужчины c 48, XXYY. Эти мужчины также имеют тенденцию проявлять более незрелое поведение для своего возраста; повышенные агрессивные тенденции были также процитированы в этом исследовании.

### Патофизиология
Как видно из названия, у человека с этим синдромом есть одна Y-хромосома и четыре X-хромосомы на 23-й паре, таким образом, имеется сорок девять хромосом, а не нормальные сорок шесть. Как и при большинстве хромосомных нарушений, синдром 49, XXXXY часто сопровождается умственной отсталостью. Его можно рассматривать как форму или вариант синдрома Клайнфельтера (47, XXY). Люди с этим синдромом, как правило, мозаичные, 49, XXXXY / 48, XXXY.
Это генетическое, но не наследственное заболевание, что означает, что, хотя гены родителей вызывают синдром, существует небольшая вероятность того, что синдром будет более чем у одного ребёнка. Вероятность наследования заболевания составляет около одного процента.

## Диагностика
Данный синдром может быть клинически диагностирован посредством кариотипирования. Лицевая дисморфия и другие соматические аномалии могут быть причиной для проведения генетического тестирования.

## Лечение
Сам синдром вылечить невозможно, но можно лечить симптомы. Из-за бесплодия один мужчина из Ирана использовал искусственные репродуктивные методы. Младенец в Иране с диагнозом синдром 49, XXXXY родился с открытым артериальным протоком и другими осложнениями. Порок сердца был исправлен хирургическим вмешательством
.